# Celestino Bonifacio Bacale
Celestino Bonifacio Bacale Obiang (Akok-Esawong, Niefang, 24 de septiembre de 1957-Duala, 3 de marzo de 2021) fue un ingeniero y político ecuatoguineano. Fue candidato presidencial, diputado y Secretario de Relaciones Internacionales y Cooperación de la Convergencia para la Democracia Social (CPDS). Posteriormente se integró al gobierno de Teodoro Obiang y se hizo miembro del Partido Democrático de Guinea Ecuatorial (PDGE). Ejerció varios cargos ministeriales entre 2011 y 2020.

## Biografía
Nace en el poblado de Akok-Esawong, distrito de Niefang, Provincia Centro Sur, el 24 de septiembre de 1957. 
Fue criado en el poblado de Ebaiñ, pueblo fundado por su abuelo Bonifacio Obiang Efong, el cual  ejerció de  profesor en la antigua colonia española, posición que ocuparía posteriormente la madre de Celestino Bacale, Ana  Bindang Obiang.
También fue influenciado por su padre, Celestino Bacale, antiguo contable, y por su tío Severino Obiang Efong Bengono (enlace roto disponible en Internet Archive; véase el historial, la primera versión y la última)., que fue ingeniero industrial y ocupó el cargo de vicepresidente primero del PDGE.
Se graduó en Ingeniería de Minas por la Universidad Politécnica de Madrid y más tarde obtuvo su postgrado en Gestión de Calidad por la Universidad de Valladolid.
Al terminar sus estudios regresó a Guinea Ecuatorial, donde ocupó distintos puestos de trabajo; fue profesor, ejerció de funcionario en el Ministerio de Minas y fue secretario general de uno de los partidos de la oposición, la Convergencia para la Democracia Social (CPDS).

## Política
Celestino Bonifacio Bacale fue miembro fundador de CPDS, y Secretario de Información y Propaganda del Comité Ejecutivo Provisional del CPDS a principios de los años noventa. En febrero de 1992, Bacale y Plácido Micó Abogo querían enviar a España copias de la publicación de la CPDS La Verdad, pero estas fueron interceptadas en el aeropuerto de Malabo y ambos políticos fueron arrestados. Cuando el partido celebró su congreso constituyente en diciembre de 1994, Bacale se convirtió en su secretario de Relaciones Internacionales.
Bacale fue el candidato de la CPDS en las elecciones presidenciales de diciembre de 2002; Micó Abogo, el líder del partido, estaba encarcelado en ese momento. Denunciando fraude electoral, Bacale retiró su candidatura el día de las elecciones. Aun así, obtuvo un 2.17% de los votos.
Junto con Micó Abogo, Bacale fue uno de los diputados de la CPDS elegidos para la Cámara de los Representantes del Pueblo en las elecciones parlamentarias de abril de 2004. Él y Micó Abogo ganaron sus escaños desde Malabo, la capital.
En el Tercer Congreso Nacional de la CPDS, celebrado en Bata del 28 al 30 de enero de 2005, Bacale fue reelegido en su cargo en el Comité Ejecutivo Nacional de la CPDS como secretario de Relaciones Internacionales y Cooperación.
El 26 de enero de 2011, aun siendo militante de la CPDS, fue nombrado por el presidente Teodoro Obiang ministro delegado de Economía. Esto desencadenó su expulsión de la CPDS. En 2014, Bacale finalmente se unió al Partido Democrático de Guinea Ecuatorial (PDGE).
Luego de ejercer como ministro delegado de Economía, se desempeñó como ministro de Comercio y Promoción Empresarial. Luego se desempeñó como ministro de Transporte y Correos, y posteriormente como ministro de Trabajo. En 2020 fue cesado de este último cargo, saliendo del gobierno.
Falleció víctima del coronavirus el 3 de marzo de 2021, mientras se encontraba internado en una clínica de Duala. Al día siguiente, el Gobierno ecuatoguineano expresó formalmente sus condolencias.